# Twin Hills (Alaska)
Twin Hills es un lugar designado por el censo ubicado en el Área censal de Dillingham en el estado estadounidense de Alaska. En el Censo de 2010 tenía una población de 74 habitantes y una densidad poblacional de 1,24 personas por km².

## Geografía
Twin Hills se encuentra en las coordenadas 59°6′1″N 160°18′33″O / 59.10028, -160.30917. Según la Oficina del Censo de los Estados Unidos, Twin Hills tiene una superficie total de 59.67 km², de la cual 58.98 km² corresponden a tierra firme y (1.15%) 0.69 km² es agua.

## Demografía
Según el censo de 2010, había 74 personas residiendo en Twin Hills. La densidad de población era de 1,24 hab./km². De los 74 habitantes, Twin Hills estaba compuesto por el 2.7% blancos, el 0% eran afroamericanos, el 94.59% eran amerindios, el 0% eran asiáticos, el 0% eran isleños del Pacífico, el 0% eran de otras razas y el 2.7% pertenecían a dos o más razas. Del total de la población el 0% eran hispanos o latinos de cualquier raza.